# Fosa temporal
Las fosas temporales o fenestras temporales son aberturas del cráneo situadas detrás de las órbitas de los ojos de muchos vertebrados amniotas. Reducen el peso del cráneo y permiten la inserción de músculos que accionan la mandíbula o maxilar inferior. Los huesos que rodean estas fenestras varían considerablemente según los grupos.
Según el número y la disposición de las fosas temporales, se diferencian cuatro tipos de cráneos: anápsido, sinápsido, diápsido y euriápsido. Son términos descriptivos que también tienen sentido filogenético, pero todos estos tipos han aparecido por convergencia en los diferentes grupos de amniotas. Por lo que actualmente no se considera una característica ancestral bien definida.
Debe diferenciarse claramente el tipo de fenestración hallado en los diferentes grupos de los grupos que han recibido su nombre a partir de ese tipo de fenestración. Por ejemplo, la condición anápsida se caracteriza por la ausencia de fosas temporales y a partir de ella se definió la subclase Anapsida (anápsidos) (es decir, sin fenestras); pero algunos de ellos sí tienen fenestras (lanthanosuchoideos, bolosauridos, mileretidos y etc), mientras que algunos miembros del grupo Diapsida, como las tortugas, han perdido las fenestras y tienen un cráneo tipo anápsido, pero no son miembros de la subclase Anapsida.

## Configuración anápsida

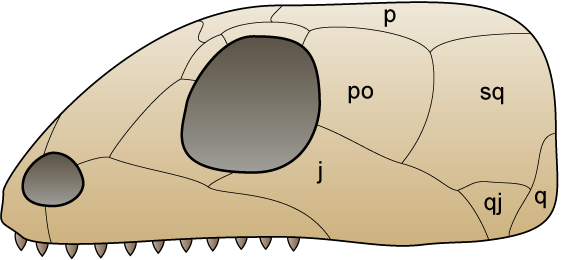
Cráneo de tipo anápsido
j: yugal, p: parietal, po: postorbitario,
q: cuadrado, qj: cuadradoyugal, sq: escamosa

Este tipo de cráneo carece de fosas temporales. Esta configuración es considerada la condición plesiomórfica (ancestral) de los amniotas.
Este tipo de cráneo es propio de la subclase Anapsida, que toma su nombre precisamente de la configuración de su cráneo. Se considera que los miembros de esta subclase nunca han tenido fenestras temporales. Algunos ejemplos, son los mesosaurios, los pareiasáuridos o los captorrínidos. 
Anteriormente las tortugas se consideraban anápsidos pero varios estudios moleculares y fósiles recientes descubrieron que son diápsidos que perdieron las fenestras temporales por el desarrollo de su caparazón y que sus parientes más cercanos son los arcosaurios (cocodrilos, aves y dinosaurios), siendo clasificados incorrectamente en un notable caso de evolución convergente.

## Configuración sinápsida

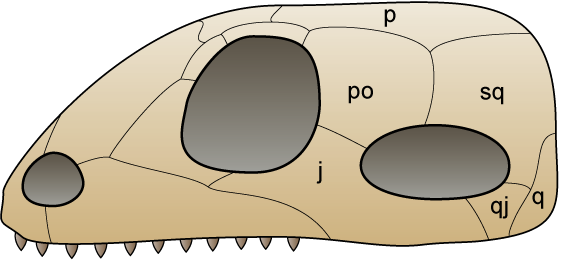
Cráneo de tipo sinápsido.

En algunos amniotas, el cráneo está provisto de una fosa temporal inferior. Es la condición típica de la clase Synapsida, que incluye los reptiles mamiferoides y los propios mamíferos, aunque en estos se ha fusionado con la órbita ocular originando una fenestra mucho más amplia. Al parecer, la condición sinápsida se ha conseguido varias veces en diversas líneas evolutivas no emparentadas entre sí (evolución convergente, origen polifilético), ya que está presente en grupos no relacionados con Synapsida, como los (lanthanosuchoideos, bolosauridos, mileretidos, nicteroleteridos, algunos procolofonidos y mesosaurios) pertenecientes a Anapsida.

## Configuración diápsida

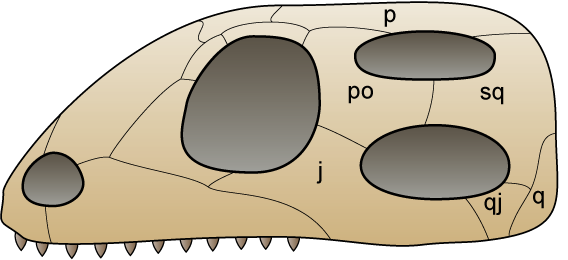
Cráneo de tipo diápsido.

El cráneo de tipo diápsido está caracterizado por la presencia de dos fosas temporales, una superior y otra inferior. Esta configuración está presente en la subclase Diapsida, aunque algunos de sus miembros han perdido la fenestra inferior, adquiriendo la configuración euriápsida, y otros han perdido las dos, adquiriendo la condición anápsida; a pesar de ello, siguen clasificándose en la subclase Diapsida.
Tienen cráneo diápsido los lepidosaurios (tuátaras, lagartos, serpientes) y sus formas emparentadas lepidosauromorfos. Los arcosaurios (aves, cocodrilos, dinosaurios, pterosaurios) y sus formas emparentadas arcosauromorfos o arquelosaurios exceptuando a los trilofosaurios y los pantestudines que tienen la configuración euriapsida o en el caso de las tortugas la anapsida. También la tienen los avicefalos.

## Configuración euriápsida

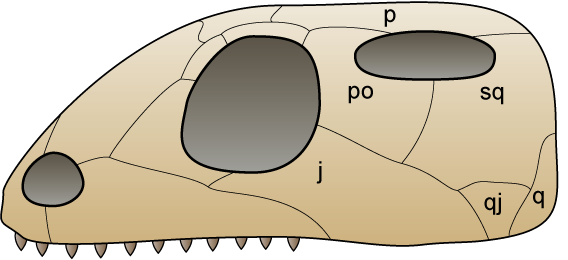
Cráneo de tipo euriápsido.

El estado euriápsido corresponde a la presencia de una sola fosa temporal en posición superior. Ha sido el tipo de fenestración más problemático y el que ha originado más debate sobre su origen. Hoy se acepta que esta condición se deriva de la configuración diápsida por desaparición de la fenestra inferior y ha ocurrido varias veces a lo largo de la evolución en linajes no directamente relacionados. Antiguamente se agrupaba a todas las formas con este tipo de cráneo en la subclase Euryapsida, que hoy ha sido abandonada y se clasifican dentro de Diapsida.
Tienen cráneo euriápsido los ictioterigios (ictiosaurios, gripidios) y sus formas emparentadas ictiosauromorfos, los sauropterigios (plesiosaurios, placodontos, notosauroideos, talatosaurios), los araeoscelidos, los younginiformes, los trilofosaurios, el Claudiosaurus y algunos pantestudines como Sinosaurosphargis y Eorhynchochelys.

## En el ser humano
La fosa temporal es una depresión poco profunda en el lado del cráneo delimitada por las líneas temporales y que termina por debajo del nivel del arco cigomático.

## Límites
- Medial: Hueso frontal, Hueso parietal, Hueso temporal, Hueso esfenoides, Hueso occipital (huesos del neurocranium):
- Lateral: Fascia temporal
- Anterior: Superficie posterior del proceso frontal del hueso cigomático y la superficie posterior de la apófisis cigomática del hueso frontal.
- Superior: Líneas temporales (líneas temporales superior e inferior), que se arquean a través del cráneo de la apófisis cigomática del hueso frontal a la cresta supramastoidea del hueso temporal
- Inferior: Arco cigomático lateralmente y por la cresta infratemporal del ala mayor del esfenoides en sentido medial.

## Contenido
- Músculo temporal
- Arterias temporales profundas
- Nervios temporales profundos
- Arteria temporal superficial (de la carótida externa)
- Nervio cigomaticotemporal